# 桑寄生属
桑寄生属（学名：Loranthus）是桑寄生科下的一个属，为半寄生灌木植物。该属共有约10种，分布于欧洲和亚洲的温带和亚热带地区。

## 物种
本属包括以下物种：
- 椆树桑寄生 Loranthus delavayi
- Loranthus europaeus
- 南桑寄生 Loranthus guizhouensis
- 台中桑寄生 Loranthus kaoi
- 吉隆桑寄生 Loranthus lambertianus
- 桑寄生 Loranthus parasitica Marr.
- 华中桑寄生 Loranthus pseudo-odoratus
- 油茶寄生 Loranthus sampsoni Hance
- 北桑寄生 Loranthus tanakae
- 樟寄生 Loranthus yadoriki Sieb. et Eucc.